# Aleksandr Majorow (generał)
Aleksandr Michajłowicz Majorow (ros. Алекса́ндр Миха́йлович Майо́ров, ur. 13 września 1920 we wsi Pokurlej w rejonie wolskim w obwodzie saratowskim, zm. 14 stycznia 2008 w Moskwie) – radziecki dowódca wojskowy, generał armii.

## Życiorys
Podczas wojny ukończył szkołę wojskowo-inżynieryjną w Złatouście, od I 1943 inżynier 8 Gwardyjskiej Dywizji Kawalerii, walczył na Froncie Zachodnim, Woroneskim, 1 i 2 Ukraińskim, następnie w walkach na terenie Węgier i Czechosłowacji. Po wojnie dowódca batalionu, jednocześnie studiował w Wojskowej Akademii im. Frunzego w Moskwie, którą ukończył 1951. Później pracownik sztabu okręgu wojskowego, od 1954 dowodził zmotoryzowanymi i zmechanizowanymi pułkami, później brygadą i dywizją. 1963 ukończył Akademię Sztabu Generalnego Sił Zbrojnych ZSRR im. Woroszyłowa i został I zastępcą szefa sztabu Nadwołżańskiego Okręgu Wojskowego. W latach 1965–1966 kierował grupą radzieckich doradców wojskowych w Egipcie. Latem 1968 mianowany dowódcą wojsk 38 Armii Karpackiego Okręgu Wojskowego i na tym stanowisku wziął udział w inwazji wojsk Układu Warszawskiego na Czechosłowację 1968. Od jesieni 1968 do 1972 był dowódcą Centralnej Grupy Wojsk stacjonującej w Czechosłowacji. 1972-1980 dowódca wojsk Nadbałtyckiego Okręgu Wojskowego, 1977 mianowany generałem armii. Od VII 1980 I zastępca dowódcy Wojsk Lądowych, na tym stanowisku 1980-1981 był głównym radzieckim doradcą wojskowym Sił Zbrojnych w Demokratycznej Republice Afganistanu, organizował i przeprowadzał pierwsze operacje sił zbrojnych ZSRR na terenie Afganistanu wspólnie z wojskami reżimu Babraka Karmala przeciw mudżahedinom. Od 1987 w Grupie Generalnych Inspektorów Ministerstwa Obrony ZSRR. 1996 opublikował książkę „Prawda ob Afganskoj wojnie”. Pochowany na Cmentarzu Trojekurowskim w Moskwie.

## Odznaczenia
- Order Lenina (trzykrotnie)
- Order Rewolucji Październikowej
- Order Czerwonego Sztandaru (trzykrotnie)
- Order Aleksandra Newskiego
- Order Wojny Ojczyźnianej I klasy (dwukrotnie)
- Order Czerwonej Gwiazdy (trzykrotnie)
- Medal „Za zasługi bojowe”
- Medal 100-lecia urodzin Lenina
- Medal „Za zwycięstwo nad Niemcami w Wielkiej Wojnie Ojczyźnianej 1941–1945”
- Medal jubileuszowy „Dwudziestolecia zwycięstwa w Wielkiej Wojnie Ojczyźnianej 1941–1945”
- Medal jubileuszowy „Trzydziestolecia zwycięstwa w Wielkiej Wojnie Ojczyźnianej 1941–1945”
- Medal jubileuszowy „Czterdziestolecia zwycięstwa w Wielkiej Wojnie Ojczyźnianej 1941–1945”
- Medal „Za zdobycie Wiednia”
- Medal „Za wyzwolenie Pragi”
- Medal „Weteran Sił Zbrojnych ZSRR”
- Medal „Za Umacnianie Braterstwa Broni”
- Medal jubileuszowy „30 lat Armii Radzieckiej i Floty”
- Medal jubileuszowy „40 lat Sił Zbrojnych ZSRR”
- Medal jubileuszowy „50 lat Sił Zbrojnych ZSRR”
- Medal jubileuszowy „60 lat Sił Zbrojnych ZSRR”
- Medal jubileuszowy „70 lat Sił Zbrojnych ZSRR”